# Liste des œuvres de Louis Vierne
Le compositeur et organiste français Louis Vierne, né à Poitiers le 8 octobre 1870 et mort à Paris le 2 juin 1937, a laissé un catalogue de 62 œuvres pour diverses formations, abordant tous les genres musicaux à l'exception de l'opéra et du ballet. La numérotation de ce catalogue est due à Bernard Gavoty, élève du compositeur, musicologue et son premier biographe.

## Catalogue par numéros d'opus

### Œuvres numérotées
- op.1 : Allegretto pour orgue (édité en 1894)
- op.2 : Tantum ergo à 1 ou 4 voix et orgue (composé en 1886)
- op.3 : Ave Maria pour soprano ou ténor et orgue
- op.4 : Prélude funèbre pour orgue (édité en 1896)
- op.5 : Deux pièces pour violoncelle ou alto et piano (édité en 1895)
  - Le soir
  - Légende
- op.6 : Largo e Canzonetta pour hautbois et piano (composé en 1896)
- op.7 : Deux pièces pour piano
  - Impression d'automne
  - Intermezzo
- op.8 : Communion pour orgue (composé et édité en 1900)
- op.9 : Feuillets d'album pour piano (manuscrit disparu)
- op.10 : Deux mélodies pour chant et piano 
  - À Elle (Paul Gobillard, composée en 1895)
  - Fini de rire (Maurice Léna, composée en 1896)
- op.11 : Trois mélodies pour chant et piano (composées en 1896, éditées en 1898)
  - Beaux papillons blancs (Théophile Gautier)
  - Donc ce sera par un clair soir d'été (Paul Verlaine)
  - Qu'as-tu fait de la jeunesse ? (Paul Verlaine)
- op.12 : Quatuor à cordes (composé en 1894)
- op.13 : Trois mélodies pour chant et piano (composées en 1899)
  - Chanson d'automne (Paul Verlaine)
  - Lied d'amour (Carly Timun)
  - Extase (Victor Hugo)
- op.14 : Symphonie no 1 pour orgue (composée en 1898-1899)
- op.15 : Ave verum pour soprano ou ténor et orgue (composé en 1899)
- op.16 : Messe solennelle en ut mineur, pour chœur et deux orgues (composée en 1900)
- op.17 : Suite bourguignonne pour piano (composée en 1899, éditée en 1900)
- op.18 : Trois mélodies pour chant et piano (composées en 1897, éditées en 1902)
  - L'heure du berger (Paul Verlaine)
  - Ô triste, triste était mon âme (Paul Verlaine)
  - Le rouet (Leconte de Lisle)
- op.19 : Dors, chère Prunelle pour chant et piano (Catulle Mendès, composée en 1898, éditée en 1901)
- op.20 : Symphonie no 2 pour orgue (composée en 1902, éditée en 1903)
- op.21 : Trois motets ou Trois mélodies (manuscrit disparu)
- op.22 : Praxinoë, légende lyrique pour orchestre, soli et chœurs (Ambroise Colin, composé en 1903-1905)
- op.23 : Sonate pour violon et piano (composée en 1905-1906, éditée en 1908)
- op.24 : Symphonie en la mineur (composée en 1907-1908, inédite)
- op.25 : Rhapsodie pour harpe (composée en 1909, éditée en 1911)
- op.26 : Trois mélodies pour chant et piano (composées en 1903, éditées en 1910)
  - Soleils couchants (Paul Verlaine)
  - Nox (Leconte de Lisle)
  - Adieu (Villiers de L'Isle-Adam)
- op.27 : Sonate pour violoncelle et piano (composée en 1910, éditée en 1911)
- op.28 : Symphonie no 3 pour orgue (composée en 1911, éditée en 1912)
- op.29 : Stances d'amour et de rêve pour chant et piano (Sully Prudhomme, composées en 1912, éditées en 1913)
- op.30 : Messe basse pour orgue (composée en 1912, éditée en 1913)
- op.31 : Vingt-quatre pièces en style libre pour orgue (composées en 1913, éditées en 1914)
- op.32 : Symphonie no 4 pour orgue (composée et éditée en 1914)
- op.33 : Psyché, poème symphonique pour chant et orchestre (composé en 1914, édité en 1926)
- op.34 : Trois Nocturnes pour piano (composés en 1916, édités en 1923)
- op.35 : Les Djinns, poème symphonique pour chant et orchestre (Victor Hugo, composé en 1912, édité en 1925)
- op.36 : Douze Préludes pour piano (composés en 1914-1915, édités en 1921)
- op.37 : Éros, poème symphonique pour chant et orchestre (Anna de Noailles, composé en 1916, édité en 1925)
- op.38 : Spleens et détresses pour chant et piano (Paul Verlaine, composées en 1916, éditées en 1924)
- op.39 : Poème des cloches funèbres pour piano
  - Cloches dans le cauchemar (manuscrit disparu)
  - Le glas (composé en 1916)
- op.40 : Vocalise-étude pour voix grave et piano (composée en 1907, éditée en 1923 dans un arrangement pour cor et piano)
- op.41 : Dal Vertice, ode lyrique pour ténor solo et orchestre (Gabriele d'Annunzio, composée en 1917, inédite)
- op.42 : Quintette pour piano et cordes (composé en 1917-1918, édité en 1924)
- op.43 : Silhouettes d'enfants pour piano (composées en 1918, éditées en 1920)
- op.44 : Solitude, poème pour piano (composée en 1918, éditée en 1925)
- op.45 : Cinq poèmes de Baudelaire pour chant et piano (composés en 1921, édités en 1924)
- op.46 : Marche triomphale pour le centenaire de Napoléon 1er pour 3 trompettes, 3 trombones, 3 timbales et orgue (composée en 1921, éditée en 1947)
- op.47 : Symphonie no 5 pour orgue (composée en 1923-1924, éditée en 1925)
- op.48 : Poème de l'amour, cycle de mélodies pour chant et piano (Jean Richepin, composé en 1924, édité en 1927)
- op.49 : Ainsi parlait Zarathoustra pour piano
- op.50 : Poème pour piano et orchestre (composé en 1925, édité en 1926)
- op.51 : Vingt-quatre pièces de fantaisie, Suite no 1 (composée et éditée en 1926)
- op.52 : Ballade pour violon et orchestre (composée en 1926, éditée en 1944)
- op.53 : Vingt-quatre pièces de fantaisie, Suite no 2 (composée en 1926, éditée en 1927)
- op.54 : Vingt-quatre pièces de fantaisie, Suite no 3 (composée et éditée en 1927)
- op.55 : Vingt-quatre pièces de fantaisie, Suite no 4 (composée et éditée en 1927)
- op.56 : Soirs étrangers pour violoncelle et piano (composés et édités en 1928)
- op.57 : Les Angélus pour chant et orgue ou orchestre (composés en 1929, édités en 1931)
- op.58 : Triptyque pour orgue (composé en 1929-1931, édité en 1936)
- op.59 : Symphonie no 6 pour orgue (composée en 1903, éditée en 1931)
- op.60 : Quatre poèmes grecs pour chant et harpe (Anna de Noailles, composés en 1930, édités en 1946)
- op.61 : Ballade du désespéré, poème pour ténor et orchestre (Henry Murger, composée en 1931, éditée en 1947)
- op.62 : Messe basse pour les défunts pour orgue (composée en 1934, éditée en 1936)

### Œuvres non numérotées
- Verset fugué In exitu Israël pour orgue (composé en 1894)
- Deux chansons populaires roumaines harmonisées (non datées)
  - À la plus belle
  - Offrande
- Les roses blanches de la lune pour chant et piano (Jean Richepin, non daté)
- Prélude pour orgue (composé en 1914)
- Trois Improvisations reconstituées d'après le disque par Maurice Duruflé en 1954

## Catalogue par genre

### Musique symphonique
- op.22 : Praxinoë, légende lyrique pour orchestre, soli et chœurs (Ambroise Colin, composé en 1903-1905)
- op.24 : Symphonie en la mineur (composée en 1907-1908, inédite)
- op.33 : Psyché, poème symphonique pour chant et orchestre (composé en 1914, édité en 1926)
- op.35 : Les Djinns, poème symphonique pour chant et orchestre (Victor Hugo, composé en 1912, édité en 1925)
- op.37 : Éros, poème symphonique pour chant et orchestre (Anna de Noailles, composé en 1916, édité en 1925)
- op.41 : Dal Vertice, ode lyrique pour ténor solo et orchestre (Gabriele d'Annunzio, composée en 1917, inédite)
- op.46 : Marche triomphale pour le centenaire de Napoléon 1er pour 3 trompettes, 3 trombones, 3 timbales et orgue (composée en 1921, éditée en 1947)
- op.50 : Poème pour piano et orchestre (composé en 1925, édité en 1926)
- op.52 : Ballade pour violon et orchestre (composée en 1926, éditée en 1944)
- op.61 : Ballade du désespéré, poème pour ténor et orchestre (Henry Murger, composée en 1931, éditée en 1947)

### Musique liturgique
- op.2 : Tantum ergo à 1 ou 4 voix et orgue (composé en 1886)
- op.3 : Ave Maria pour soprano ou ténor et orgue
- op.15 : Ave verum pour soprano ou ténor et orgue (composé en 1899)
- op.16 : Messe solennelle en ut mineur, pour chœur et deux orgues (composée en 1900)
- op.21 : Trois motets ou Trois mélodies (manuscrit disparu)
- op.57 : Les Angélus pour chant et orgue ou orchestre (composés en 1929, édités en 1931)

### Œuvres pour orgue
- op.1 : Allegretto pour orgue (édité en 1894)
- op.4 : Prélude funèbre pour orgue (édité en 1896)
- op.8 : Communion pour orgue (composé et édité en 1900)
- op.14 : Symphonie no 1 pour orgue (composée en 1898-1899)
- op.20 : Symphonie no 2 pour orgue (composée en 1902, éditée en 1903)
- op.28 : Symphonie no 3 pour orgue (composée en 1911, éditée en 1912)
- op.30 : Messe basse pour orgue (composée en 1912, éditée en 1913)
- op.31 : Vingt-quatre pièces en style libre pour orgue (composées en 1913, éditées en 1914)
- op.32 : Symphonie no 4 pour orgue (composée et éditée en 1914)
- op.47 : Symphonie no 5 pour orgue (composée en 1923-1924, éditée en 1925)
- op.51 : Vingt-quatre pièces de fantaisie, Suite no 1 (composée et éditée en 1926)
- op.53 : Vingt-quatre pièces de fantaisie, Suite no 2 (composée en 1926, éditée en 1927)
- op.54 : Vingt-quatre pièces de fantaisie, Suite no 3 (composée et éditée en 1927)
- op.55 : Vingt-quatre pièces de fantaisie, Suite no 4 (composée et éditée en 1927)
- op.58 : Triptyque pour orgue (composé en 1929-1931, édité en 1936)
- op.59 : Symphonie no 6 pour orgue (composée en 1903, éditée en 1931)
- op.62 : Messe basse pour les défunts pour orgue (composée en 1934, éditée en 1936)

### Œuvres pour piano
- op.7 : Deux pièces pour piano
  - Impression d'automne
  - Intermezzo
- op.9 : Feuillets d'album pour piano (manuscrit disparu)
- op.17 : Suite bourguignonne pour piano (composée en 1899, éditée en 1900)
- op.34 : Trois Nocturnes pour piano (composés en 1916, édités en 1923)
- op.39 : Poème des cloches funèbres pour piano
  - Cloches dans le cauchemar (manuscrit disparu)
  - Le glas (composé en 1916)
- op.43 : Silhouettes d'enfants pour piano (composées en 1918, éditées en 1920)
- op.44 : Solitude, poème pour piano (composée en 1918, éditée en 1925)
- op.49 : Ainsi parlait Zarathoustra pour piano (manuscrit disparu)

### Musique de chambre
- op.5 : Deux pièces pour alto ou violoncelle et piano (édité en 1895)
  - Le soir
  - Légende
- op.6 : Largo e Canzonetta pour hautbois et piano (composé en 1896)
- op.12 : Quatuor à cordes (composé en 1894)
- op.23 : Sonate pour violon et piano (composée en 1905-1906, éditée en 1908)
- op.25 : Rhapsodie pour harpe (composée en 1909, éditée en 1911)
- op.27 : Sonate pour violoncelle et piano (composée en 1910, éditée en 1911)
- op.40 : Vocalise-étude pour voix grave et piano (composée en 1907, éditée en 1923 dans un arrangement pour cor et piano)
- op.42 : Quintette pour piano et cordes (composé en 1917-1918, édité en 1924)
- op.56 : Soirs étrangers pour violoncelle et piano (composés et édités en 1928)

### Mélodies
- op.10 : Deux mélodies pour chant et piano 
  - À Elle (Paul Gobillard, composée en 1895)
  - Fini de rire (Maurice Léna, composée en 1896)
- op.11 : Trois mélodies pour chant et piano (composées en 1896, éditées en 1898)
  - Beaux papillons blancs (Théophile Gautier)
  - Donc ce sera par un clair soir d'été (Paul Verlaine)
  - Qu'as-tu fait de la jeunesse ? (Paul Verlaine)
- op.13 : Trois mélodies pour chant et piano (composées en 1899)
  - Chanson d'automne (Paul Verlaine)
  - Lied d'amour (Carly Timun)
  - Extase (Victor Hugo)
- op.18 : Trois mélodies pour chant et piano (composées en 1897, éditées en 1902)
  - L'heure du berger (Paul Verlaine)
  - Ô triste, triste était mon âme (Paul Verlaine)
  - Le rouet (Leconte de Lisle)
- op.19 : Dors, chère Prunelle pour chant et piano (Catulle Mendès, composée en 1898, éditée en 1901)
- op.21 : Trois motets ou Trois mélodies (manuscrit disparu)
- op.26 : Trois mélodies pour chant et piano (composées en 1903, éditées en 1910)
  - Soleils couchants (Paul Verlaine)
  - Nox (Leconte de Lisle)
  - Adieu (Villiers de L'Isle-Adam)
- op.29 : Stances d'amour et de rêve pour chant et piano (Sully Prudhomme, composées en 1912, éditées en 1913)
- op.38 : Spleens et détresses pour chant et piano (Paul Verlaine, composées en 1916, éditées en 1924)
- op.45 : Cinq poèmes de Baudelaire pour chant et piano (composés en 1921, édités en 1924)
- op.48 : Poème de l'amour, cycle de mélodies pour chant et piano (Jean Richepin, composé en 1924, édité en 1927)
- op.60 : Quatre poèmes grecs pour chant et harpe (Anna de Noailles, composés en 1930, édités en 1946)